# Bungurasih
Bungurasih is een bestuurslaag in het regentschap Sidoarjo van de provincie Oost-Java, Indonesië. Bungurasih telt 14.284 inwoners (volkstelling 2010).